# Đồng(II) molybdat
Đồng(II) molybdat là hợp chất vô cơ, một muối của đồng(II) và axit molybdic có công thức hóa học CuMoO4, tinh thể màu lục, tan ít trong nước.

## Điều chế
Phản ứng trao đổi của natri molybdat và đồng(II) sunfat là cách đơn giản để tạo ra muối:
{\displaystyle {\mathsf {Na_{2}MoO_{4}+CuSO_{4}\ \xrightarrow {} \ CuMoO_{4}\downarrow +Na_{2}SO_{4}}}}
Cũng có thể điều chế đồng(II) molybdat bằng cách cho đồng(II) oxit và molybden(VI) oxit tác dụng trực tiếp với nhau ở nhiệt độ 500–700 ℃.

## Tính chất vật lý
Đồng(II) molybdat tạo thành các tinh thể màu lục với nhiều cấu trúc khác nhau. Dạng phổ biến thuộc hệ tinh thể ba nghiêng, nhóm không gian P 1 với các hằng số mạng tinh thể khác nhau:
- a = 0,9901 nm, b = 0,6786 nm, c = 0,8369 nm, α = 101,13°, β = 96,88°, γ = 107,01°, Z = 6, ở nhiệt độ phòng;
- a = 0,6352 nm, b = 0,6986 nm, c = 0,7447 nm, α = 73,53°, β = 72,98°, γ = 84,95°, ở nhiệt độ phòng;[3]
- a = 0,9699 nm, b = 0,6299 nm, c = 0,7966 nm, α = 94,62°, β = 103,36°, γ = 103,17°, Z = 6, ở nhiệt độ dưới 200 K;[4]

Nó tan rất ít trong nước.

## Ứng dụng
Đồng(II) molybdat thường được sử dụng cho:
- Chuẩn bị thuốc thử Schweitzer.
- Chất màu.
- Chất ức chế ăn mòn.

## Hợp chất khác
CuMoO4 còn tạo một số hợp chất với NH3, như CuMoO4·2NH3·H2O là tinh thể màu dương đậm hay CuMoO4·4NH3 là tinh thể màu dương rất đậm. Chúng đều bị phân hủy bởi nước.